# 三井三池製作所
株式会社三井三池製作所（みついみいけせいさくしょ）は、三井系中堅産業機械メーカー。

## 概要
三井三池製作所は、三井三池炭鉱の製作課に端を発する産業機械メーカーであり、鉱山用機械や回転機械に強みを持つ。主力工場はかつての三池炭鉱の開発拠点であった福岡県大牟田市にある。次の事業を中核としている。
- 運搬機械部門 - 港湾荷役機械，プラント工事
- 産業機械，流体機械部門 - 掘進機械，小水力発電設備
- 原動機部門 - 各種ギヤボックス，電動機，発電機
- 精密機器部門 - 精密プレス金型，プレス製品

本店は東京都にあり、九州事業所（福岡県）、神奈川事業所（神奈川県）を有する。三井グループ各社の役員間の相互親睦と情報交換を目的とする会合・月曜会の会員会社であり三井文庫本館と三井記念美術館からなる公益財団法人・三井文庫の賛助会社でもある。

## 沿革
- 1882年 - 官営三池鉱山分局の機械工場として創業
- 1889年 - 払い下げにより三井財閥に経営が移り、三井三池炭鉱社製作課となる。
- 1959年10月 - 株式会社三井三池製作所として、三井鉱山より分離独立。
- 2005年3月 - 東洋精密プレス工業株式会社および株式会社サンモールドを合併、社内カンパニー精密機器事業本部とする。
- 2018年3月 - クレーン検査用ウエイトのレンタル・製造販売会社の株式会社エヌシーエスを買収、完全子会社化。
- 2022年9月 - ステンレス加工会社の株式会社オーサキ製作所を買収、完全子会社化。
- 2023年12月 - クレーンやコンベアー等の大型運搬機械の修理・メンテナンス会社の中日本エンジニアリング株式会社を買収、完全子会社化。

## 関連会社
- 三井三池製作所エンジニアリング株式会社
- 三池産業機械株式会社
- 三作合成ゴム株式会社
- 株式会社エヌシーエス
- 株式会社オーサキ製作所
- 中日本エンジニアリング株式会社
- 三井東洋（珠海）精密工業有限公司